# مجله بازرگانی

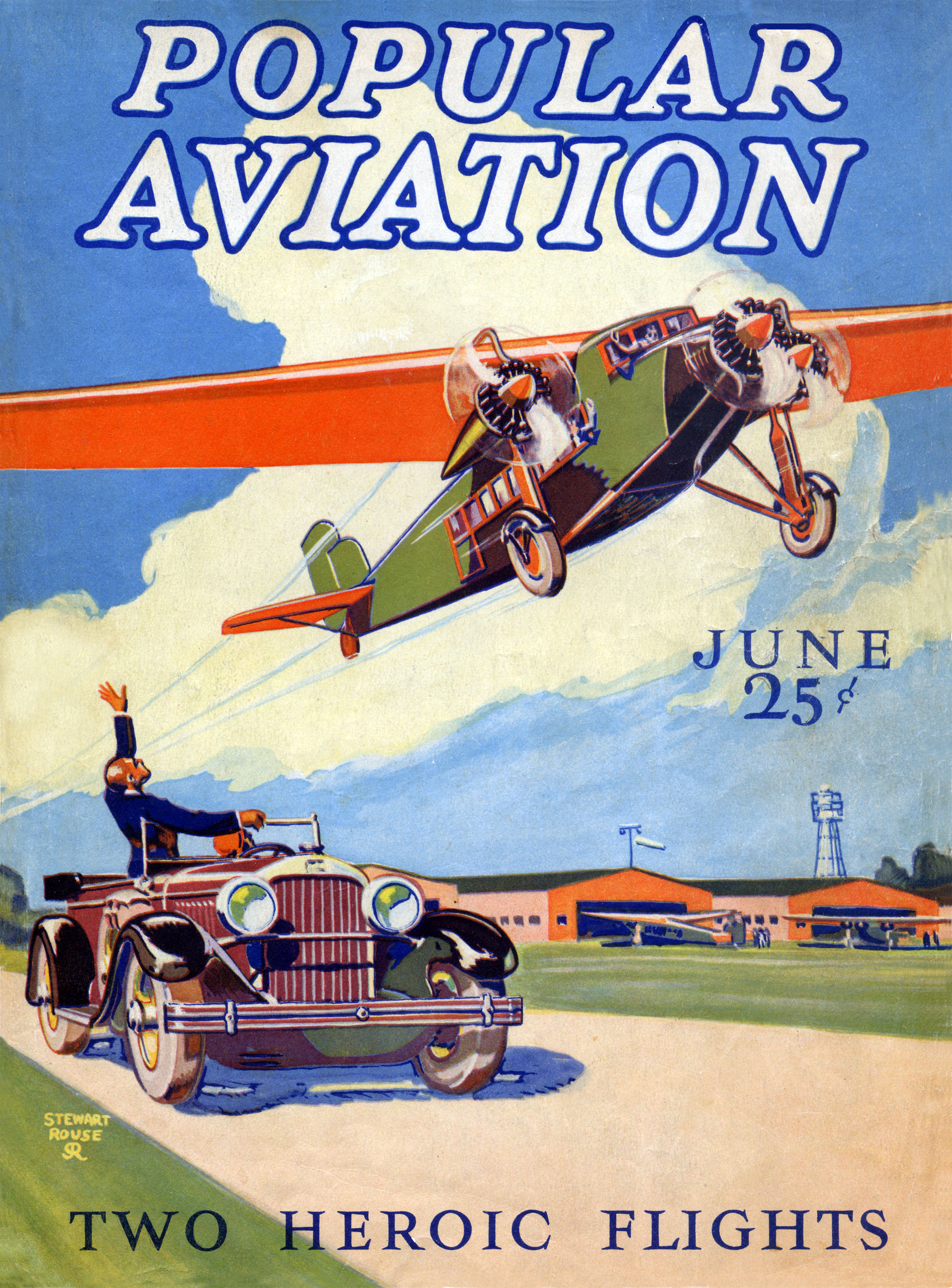
شماره ۱۹۲۸ Popular Aviation، که به بزرگ‌ترین مجله هوانوردی با تیراژ ۱۰۰۰۰۰ تبدیل شد

مجله بازرگانی که به آن مجله تجاری یا مقاله تجاری نیز می‌گویند (به صورت محاوره‌ای یا تحقیرآمیز یک کاغذپاره تجاری)، مجله یا روزنامه‌ای است که مخاطبان آن افرادی هستند که در یک تجارت یا صنعت خاص کار می‌کنند. اصطلاح جمعی برای این حوزه از نشر، مطبوعات بازرگانی است.